# Супермен (фільм, 2025)
«Супермен» (англ. Superman), раніше «Супермен: Спадщина» (англ. Superman: Legacy) — фільм-екранізація коміксів видавництва DC Comics про однойменного супергероя режисера Джеймса Ґанна. Його прем'єра відбулася 11 липня 2025 року.
Фільм є першим проєктом Всесвіту DC, нової франшизи супергеройських фільмів від Warner Bros. та DC Studios. Головний герой фільму — Кларк Джозеф Кент, біженець із планети Криптон, який влаштовується на Землі. Його бажання допомагати людям своїми надзвичайними здібностями стикається з заздрістю людей і бажанням використати Супермена в злочинних планах.

## Сюжет
Кларк Кент / Супермен зазнає першої в житті поразки від металюдини Молота Боравії. Раніше Супермену вдалося зупинити вторгнення держави Боравії, союзниці США, до сусідньої країни Джарханпур. Але президент Боравії називає це втручання у міжнародну політику. Побитий Супермен досягає своєї Фортеці Самотності в Антарктиді за допомогою собаки-супергероя Крипто (чиє походження поки лишається таємницею). У Фортеці Самотності роботи лікують Супермена концентрованим сонячним світлом.
Мільярдер Лекс Лютор, який командував Молотом Боравії, прагне знищити Супермена, щоб безперешкодно продавати зброю. Він посилає на пошуки Фортеці Самотності Анджелу Спік / Інженерку, що керує згустками нанороботів. Вона виявляє Фортецю, але Лекс Лютор наказує їй повертатися у Метрополіс. Супермен також повертається до Метрополіса, де він працює під виглядом журналіста Кларка Кента. Він знову зазнає поразки від Молота, який є металюдиною Ультраменом, якого створив Лютор.
Супермен погоджується дати інтерв'ю Лоїс Лейн, своїй дівчині та колегі-репортерці з новинного агентства Daily Planet. Це призводить до суперечки, коли Лоїс доводить, що закон і справедливість не завжди тотожні. Через кілька тижнів Лютор випускає на Метрополіс чудовисько, яке постійно росте. Поки Супермен бореться з ним, Лютор, Ультрамен та Інженерка проникають до Фортеці Самотності. Вони перемагають роботів, захоплюють Крипто та виявляють послання від батьків біологічних Супермена. Інженерка відновлює частину послання, яка була пошкоджена і якої Супермен ніколи не чув. Поки Супермен бореться з чудовиськом, прибуває «Банда Справедливості», що складається з героїв Зеленого Ліхтаря, Містера Терріфіка та Дівчини-яструба. Своїми грубими методами вони вбивають чудовисько, на розчарування Супермена, який хотів його безпечно приборкати. У цей момент Лютор оприлюднює послання від криптонських батьків Супермена, де вони закликають сина панувати над землянами та створити гарем для відновлення криптонської раси. Громадська думка швидко повертається проти Супермена, і уряд США дозволяє Лютору затримати його як ворога держави. Лоїс запевняє Супермена, що вона вірить у його добрі наміри, з якою б метою його не прислали на Землю насправді. Він освідчується їй у коханні, а потім здається уряду, який передає Супермена Лютору, пославшись на те, що супергерой не людина.
Лютор ув'язнює Супермена у створеному ним штучному мініатюрному всесвіті. Він показує «ботоферму» з сотень мавп, які пишуть про Супермена образливі коментарі в соцмережах. Там також облаштована в'язниця для ворогів Лютора, включаючи металюдину Метаморфо, здатного перетворювати своє тіло на будь-яку речовину. Тримаючи в заручниках дитину Метаморфо, Джої, Лютор змушує його перетворити руку на криптоніт — кристал, чиє випромінювання ослаблює Супермена. Допитуючи Супермена, Лютор застрелює його прихильника — простого продавця Маліка Алі, що жахає Метаморфо. Потім Супермен запевняє Метаморфо, що допоможе йому з дитиною утекти. Метаморфо прибирає криптоніт, а натомість створює мініатюрне сонце, яким повертає Супермену сили. Разом вони звільняють Джої та Крипто.
Лоїс у той час переконує Містера Терріфіка в злочинних планах Лютора. Терріфік допомогти їй знайти портал до штучного всесвіту. Лоїс відвозить Супермена до його земних батьків, Джонатана та Марти Кент. Джонатан закликає Супермена продовжити робити добро всупереч тому призначенню, яке йому визначили на Криптоні. Лютор заманює Супермена назад до Метрополіса, створивши нову загрозу — розлом у штучний всесвіт, який розширюється, руйнуючи місто. Дівчина Лютора, Ів Тешмахер, яка симпатизує фотографу Daily Planet Джиммі Олсену, надає Daily Planet докази того, що Лютор допомагає Боравії в обмін на половину території Джарханпура, щоб почати там видобуток нафти.
Натхненні Суперменом, Зелений Ліхтар, Дівчина-яструб і Метаморфо зупиняють армію Боравії при її вторгненні в Джарханпур. Дівчина-яструб хапає президента Боравії та скидає його з висоти. У Метрополісі Супермен і Містер Терріфік б'ються з Інженеркою та Ультраменом. Інженерка починає душити Супермена за допомогою нанороботів. Злетівши в космос, Супермен зумисне падає назад на Землю і позбувається нанороботів. Але йому не вдається протистояти Ультрамену. Лютор через дрона пояснює, що Ультрамен — це покірний йому клон Супермена. Згадавши слова Лютора, що розум важливіший за силу, Супермен підставляє Ультрамена під удар уламка, що скидає клона в чорну діру в центрі розлому. Містер Терріфік із Крипто вривається до штаб-квартири Лютора та закриває розлом. Супермен заявляє Лютору, що приймає людське життя і дає йому шанс на спокуту. Лютор відмовляється і тоді Крипто накидається на нього. Лоїс та Джиммі оприлюднюють плани Лютора, очищаючи ім'я Супермена.
Лютора та його спільників заарештовують, а його в'язнів звільняють. Лоїс каже Кларку, що теж його кохає. Коли Супермен одужує у Фортеці, повертається його кузина Кара Зор-Ел / Супердівчина, яка й дала йому Крипто на час своєї вечірки на іншій планеті. Відновлені роботи лікують Супермена, показуючи йому кадри його дитинства на Землі.

## В ролях
| Актор            | Роль                         |
| ---------------- | ---------------------------- |
| Девід Коренсвет  | Кларк Кент / Супермен        |
| Рейчел Броснаген | Лоїс Лейн                    |
| Ніколас Голт     | Лекс Лютор                   |
| Еді Ґатеґі       | Майкл Голт / Містер Терріфік |
| Ентоні Керріган  | Метаморфо                    |
| Нейтан Філліон   | Гай Гарднер / Зелений Ліхтар |
| Ізабела Монер    | Дівчина-яструб               |
| Сара Сампайю     | Ів Тешмахер                  |
| Скайлер Джізондо | Джиммі Олсен                 |
| Венделл Пірс     | Перрі Вайт                   |

| Актор                   | Роль                       |
| ----------------------- | -------------------------- |
| Марія Ґабріела де Фарія | Анжела Спіка / Інженерка   |
| Стівен Блекхарт         | Сідні Хапперсен            |
| Нева Говелл             | Марта Кент                 |
| Прюїтт Тейлор Вінс      | Джонатан Кент              |
| Френк Ґрілло            | Рік Флеґ                   |
| Бек Беннетт             | Стів Ломбард               |
| Мікаела Гувер           | Кет Грант                  |
| Шон Ґанн                | Максвелл Лорд              |
| Златко Бурич            | Василь Гуркос              |
| Міллі Алкок             | Супердівчина / Кара Зор-Ел |

Крім того, Бредлі Купер, який раніше співпрацював з Ганном у фільмах «Вартові Галактики» (2014-2023), та Анджела Сарафян зіграли криптоннських батьків Супермена — Джор-Ела та Лару Лор-Ван відповідно. Роботів, які допомагають Супермену у Фортеці Самотності, зобразили Алан Тюдик, Майкл Рукер, Пом Клементьєв і Грейс Чан які відповідно озвучують «Чотири» (пізніше названий Гері), «Один», «П'ять» та «Дванадцять». Джон Сіна з'являється в епізодичній ролі Кріса Сміта / Миротворця в новинній програмі, де висміює Супермена.

## Український Дубляж
- Студія: Постмодерн
- Перекладач: Олеся Запісочна
- Режисер дубляжу: Катерина Брайковська
- Звукорежисер: Геннадій Алексєєв
- Координатор проєкту: Юлія Кузьменко

Ролі дублювали:
- Супермен/Кларк — Євгеній Лісничий
- Лоїс Лейн — Марина Локтіонова
- Лекс Лютор — Андрій Федінчик
- Містер Терріфік — Роман Молодій
- Джиммі — Кирило Татарченко
- Анджела Спіка — Вікторія Тишкевич
- Ів — Вікторія Левченко
- Зелений Ліхтар — Андрій Твердак
- Метаморфо — Юрій Кудрявець
- Робот 4 — Павло Голов
- Ультрамен — Олексій Череватенко
- Орлиця — Мар'ям Ахмад
- Васіль Ґуркос — Василь Мазур
- Джон — Максим Кондратюк
- Марта — Олена Бліннікова
- Кузина — Єлизавета Зіновенко

## Виробництво та прем'єра
Спочатку фільм планувався як сиквел першого фільму розширеного всесвіту DC, «Людина зі сталі». Розробка сиквелу розпочалася в жовтні 2014 року, і Генрі Кавілл, як очікувалося, знову мав повернутися до ролі Супермена. Плани змінилися після проблем під час створення «Ліги справедливості», внаслідок яких робота над другою частиною «Людини зі сталі» зупинилася до травня 2020 року. Джеймс Ґанн розпочав роботу над потенційним новим фільмом про Супермена приблизно в серпні 2022 року. У жовтні Генрі Кавілл та керівництво DC анонсували повернення актора у кіновсесвіт. У цьому ж місяці Джеймс Ґанн став співголовою DC Studios разом із продюсером Пітером Сафраном, і вони розпочали роботу над новим всесвітом DC. У грудні вони зустрілися з Кавіллом і розповіли йому, що на головну роль у картині візьмуть іншого актора. Про те, що Ґанн пише сценарій нового фільму про Супермена стало відомо в грудні. У січні 2023 року фільм отримав назву «Супермен: Спадщина», у березні підтвердилася інформація, що Ґанн є режисером цього фільму, а в червні було обрано головних акторів — Девіда Коренсвета і Рейчел Броснаген. Згодом Ґанн повідомив, що фільм більшою частиною натхненний коміксом «All-Star Superman» (2005—2008) Ґранта Моррісона та Френка Квайтлі. Роботу над сценарієм було завершено наприкінці лютого 2024 року, разом з тим розпочалися знімання в Норвегії, які заплановано завершити до серпня. У перший день знімань Ґанн повідомив, що з назви фільму буде упущено підзаголовок «Спадщина».

## Сприйняття
Агрегатор відгуків Rotten Tomatoes вказує, що 83 % відгуків критиків схвальні. Консенсус вебсайту підсумовує: «Здійснюючи героїчний подвиг створення динамічного нового світу, водночас ставлячи велике, трепетне серце свого чемпіона в центр уваги, цей Супермен злітає високо, як Людина Завтрашнього Дня, що базується на „тут і зараз“». Середньозважена оцінка на Metacritic складає 68 балів зі 100, що вказує на «загалом схвальні» відгуки.
Кайл Лоґан у Chicago Reader писав, що фільм грандіозний як у масштабі сюжету, так і у зверненні до політики. Та він має перевантажену експозицію з трьома лініями, де над іншими переважає план Лекса Лютора зруйнувати репутацію Супермена. Також проблемою є великий акторський склад фільму, включаючи колег Кларка та Лоїс з газети Daily Planet, інших супергероїв, оточення Лютора та земних батьків Кларка.
Софі Батчер у Empire похвалила те, як візуально «Супермен» сміливий, яскравий і сповнений винахідливості. Це створює приємний контраст після похмурих інтерпретації коміксів DC Зака Снайдера. Таке бачення режисера зберігає фільм цікавим протягом першої години, але фінальний акт занурюється в хаос комп'ютерної графіки з незадовільною кульмінацією, яку фактично вирішує собака Крипто. Батчер підкреслила, що не покидає відчуття, ніби фільм починається з середини, а підняті теми неглибоко розкриті. Сцена інтерв'ю — єдиний раз, коли Супермен справді заглиблюється в проблеми моральності своїх рішень і як ним маніпулює влада.
Денис Федорук у ITC.ua зазначив, що гумор часто надлишковий і «гумористичні потуги Ґанна скоріше дратують, ніж веселять». Але як літній супергеройський блокбастер, стрічка працює досить справно. Супермен у виконанні Коренсвета виступає променем надії у безпросвітній темряві, якого бракує світові. Він ще явно не розкрив весь свій потенціал, і ця неідеальність також додає чарівності персонажу.